# Alconeura bisagittata
Alconeura bisagittata är en insektsart som först beskrevs av Beamer 1943.  Alconeura bisagittata ingår i släktet Alconeura och familjen dvärgstritar.
Artens utbredningsområde är Florida. Inga underarter finns listade i Catalogue of Life.